# Mustafa-Pascha-Moschee

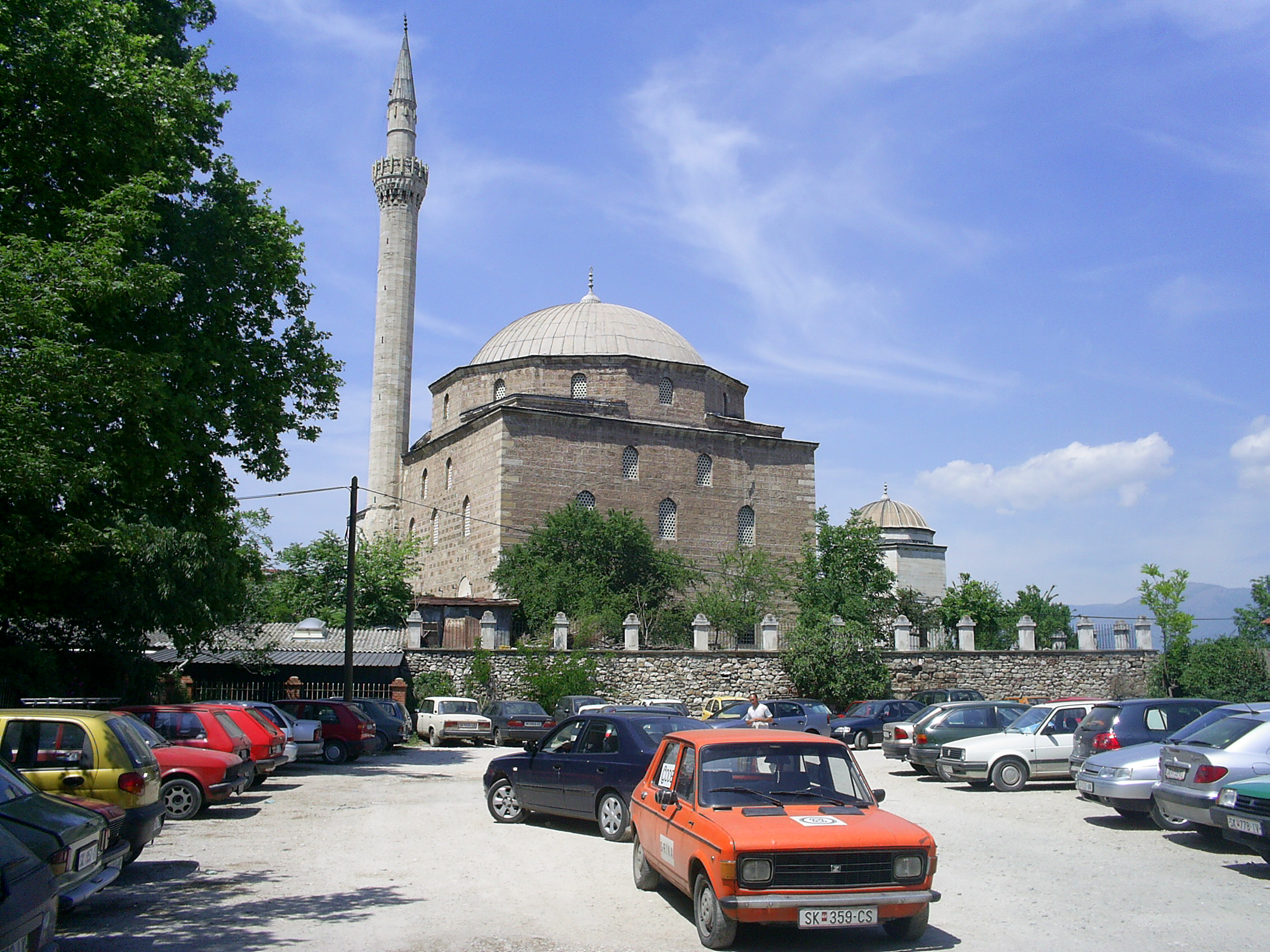
Blick auf das Bauwerk mit Minarett, Hauptgebäude, Türbe und Fundament (Aufnahme von 2007).

Die Mustafa-Pascha-Moschee (albanisch Xhamia e Mustafa Pashës, mazedonisch Мустафа-пашина џамија, türkisch Mustafa Paşa Cami) liegt in der nordmazedonischen Hauptstadt Skopje. Sie ist eines der wichtigsten osmanischen Baudenkmäler des Landes.

## Standort

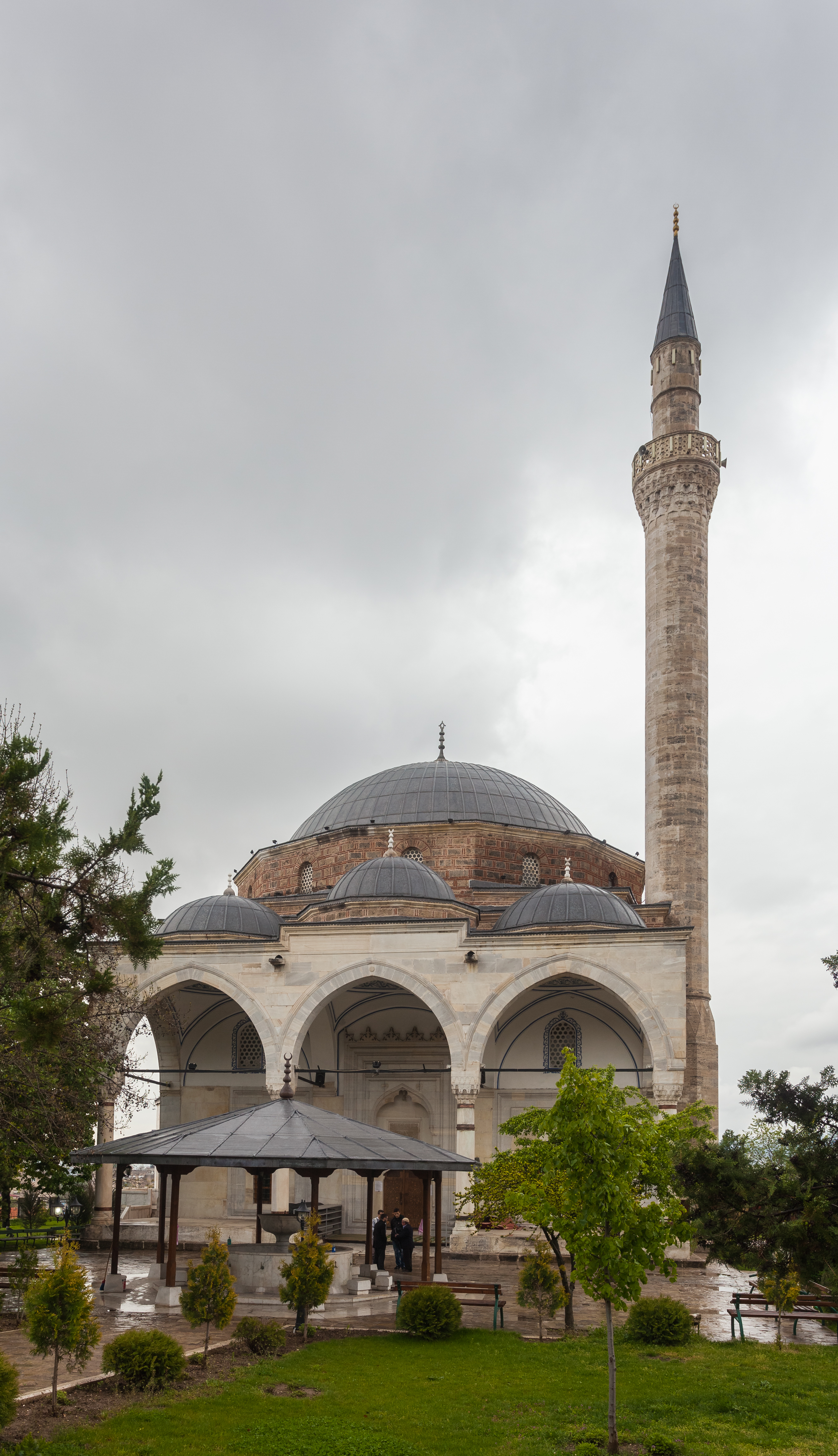
Moschee

Auf einem erhöhten Fundament gelegen, steht die Moschee an der Kreuzung der Prohor Pcinski und der Svekarska-Straße im ältesten Viertel der Stadt – Čair (alb. Çairi). Sie befindet sich nordöstlich des mittelalterlichen Kales/Kalaja (zu dt. Stadtburg) und westlich der osmanischen Altstadt in unmittelbare Nähe der Internationalen Balkan Universität.

## Bauweise
Den zentralen Bestandteil der Moschee bildet der Betsaal mit seiner Kuppel, deren Durchmesser 16,3 Meter beträgt. Im Inneren ist sie mit vielen Arabesken verziert. Dem Betsaal schließt sich der marmorweiße Portikus an, welcher von vier Marmorsäulen getragen wird. Er ist von drei kleineren Kuppeln bedeckt und seine Säulen werden durch Rundbögen verbunden. An der westlichen Ecke des Hauptgebäudes erhebt sich das 47 Meter hohe Minarett aus Kalkstein.

## Geschichte

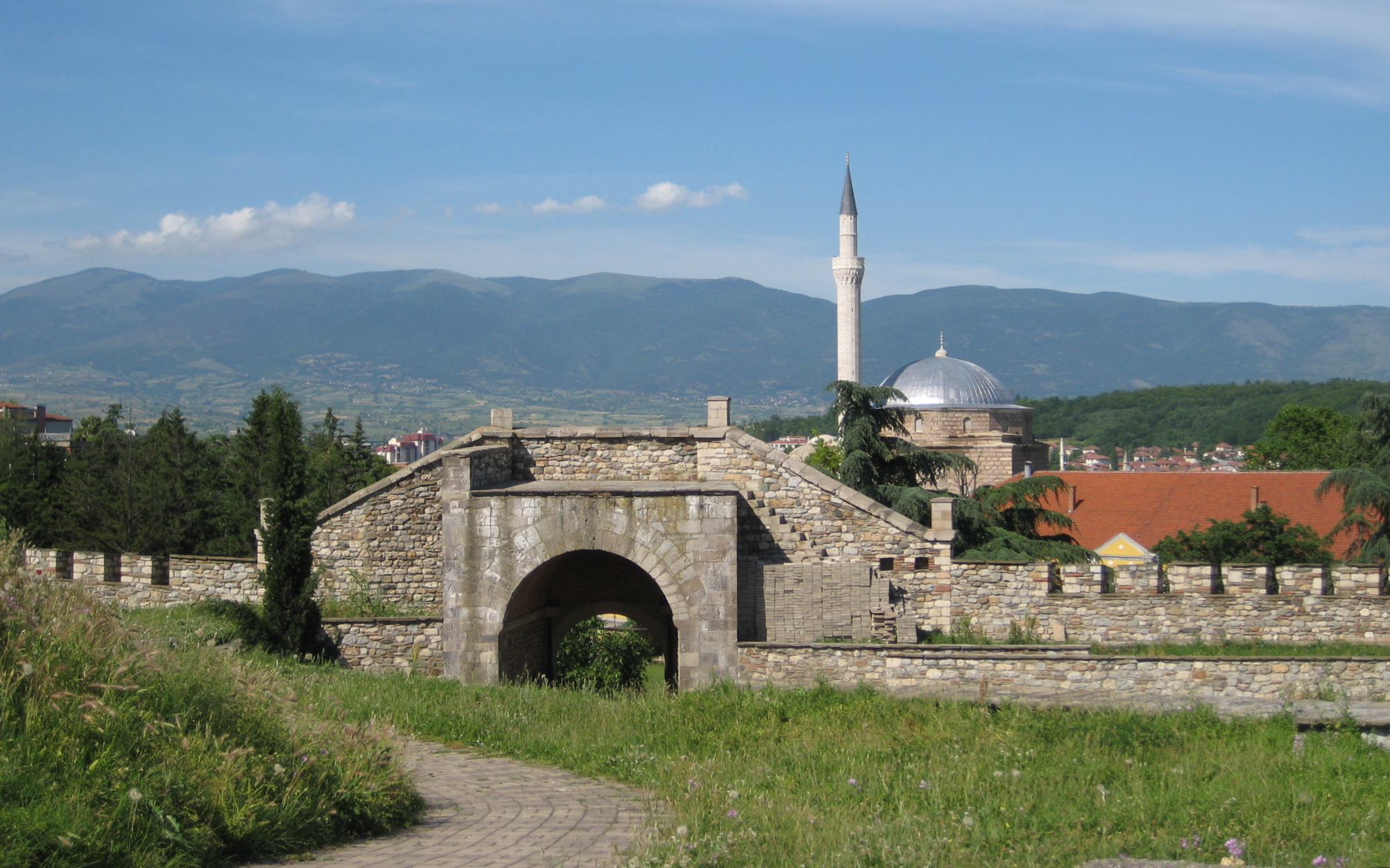
Blick von der Festung Kale (Aufnahme von 2009).

Das Bauwerk wurde im letzten Jahrzehnt des 15. Jahrhunderts im Auftrag von Çoban Mustafa Pascha, Großwesir des Sultans Selim I. errichtet.
In den 2000er Jahren wurde der gesamte Komplex saniert.

## Die Moschee heute
Von dem mittelalterlichen Moschee-Komplex sind heute neben der Moschee noch das 1963 durch das schwere Erdbeben stark zerstörte Mausoleum (Türbe) des 1519 gestorbenen Erbauers, der Sarkophag seiner Tochter und ein Brunnen vorhanden.